# Tom Jordan
Pour les articles homonymes, voir Jordan.
Pas d'image ? Cliquez ici

a Compétitions nationales et continentales officielles uniquement.

b Matchs officiels uniquement.
Dernière mise à jour le 18 mars 2025.
Tom Jordan, né le 18 septembre 1998 à Auckland (Nouvelle-Zélande), est un joueur international écossais de rugby à XV jouant principalement au poste de demi d'ouverture aux Glasgow Warriors.

## Biographie

### Jeunesse et formation
Tom Jordan naît à Auckland en Nouvelle-Zélande. Dans son pays d'origine, il joue pour le Hamilton Old Boys Rugby Club et fait notamment partie du centre de formation de Waikato,.
En 2019, il quitte son pays pour l'Écosse et rejoint les Ayrshire Bulls, évoluant en Super 6 (en). Il n'a alors pas d'origines écossaises, seulement un passeport britannique grâce à sa grand-mère anglaise. Il joue au niveau semi-professionnel jusqu'en 2021. Il remporte notamment le Super6 lors de sa dernière année, marquant 16 points dans la finale remportée 26 à 16 contre les Southern Knights,.
À partir de 2020, il s'entraîne avec les Glasgow Warriors puis signe son premier contrat professionnel avec eux en novembre 2021.

### Carrière en club
Tom Jordan fait ses débuts avec les Glasgow Warriors durant un match amical de présaison contre son ancien club : les Ayrshire Bulls. Il joue ensuite son premier match officiel lors de la première journée de la saison 2022-2023 du United Rugby Championship contre le Benetton Trévise. Plus tard dans la saison, il est titulaire lors de la demi-finale de Challenge Cup remportée contre les Scarlets, mais ne participe pas à la finale perdue 43 à 19 contre le RC Toulon.
En 2023-2024, il est titulaire pour la finale du United Rugby Championship remportée 21 à 16 face aux Bulls,.
Au mois de novembre 2024, il annonce qu'il rejoint le club anglais des Bristol Bears à partir de la saison 2025-2026.

### Carrière internationale
Tom Jordan est sélectionné pour la première fois en équipe d'Écosse par Gregor Townsend en novembre 2024 pour les matchs amicaux d'automne. Il obtient sa première sélection avec ce pays lors du premier match contre les Fidji. Il est ensuite titularisé pour la rencontre face à l'Afrique du Sud. Il participe aussi à la victoire 59 à 21 face au Portugal,.
En 2025, il est sélectionné pour le Tournoi des Six Nations. Il joue tous les matchs de ce tournoi au poste de centre, en remplacement de l'habituel capitaine Sione Tuipoulotu,. Il est l'auteur de bonnes performances durant la compétition et marque notamment un doublé contre le Pays de Galles,.

## Palmarès
- Ayrshire Bulls
  - Vainqueur du Super 6 (en) en 2021
- Glasgow Warriors
  - Vainqueur du United Rugby Championship en 2024